# Playboy Playmate 1953-1959
La lista delle playmate apparse sulla pagina centrale (il cosiddetto centerfold) nelle edizione americana di Playboy dal 1953 al 1959.

## 1953
- dicembre: Marilyn Monroe (Sweetheart of the Month, prima Playmate rossa (non era ancora bionda), prima Playmate deceduta).

## 1954
| - gennaio: Margie Harrison (prima Playmate ad essere chiamata tale, prima Playmate ad aver posato due volte, prima Playmate mora). - febbraio: Margaret Scott (in realtà Marilyn Waltz, prima Playmate ad aver posato tre volte, prima Playmate bionda ramata). - marzo: Dolores Del Monte (prima Playmate italo-americana). - aprile: Marilyn Waltz - maggio: Joanne Arnold - giugno: Margie Harrison - luglio: Neva Gilbert - agosto: Arline Hunter | - settembre: Jackie Rainbow - ottobre: Madeline Castle - novembre: Diane Hunter - dicembre: Terry Ryan |

## 1955
| - gennaio: Bettie Page - febbraio: Jayne Mansfield - marzo: numero senza Playmate - aprile: Marilyn Ardith Waltz (Marilyn Waltz) | - maggio: Marguerite Empey - giugno: Eve Meyer - luglio: Janet Pilgrim - agosto: Pat Lawler | - settembre: Anne Fleming - ottobre: Jean Moorehead - novembre: Barbara Cameron - dicembre: Janet Pilgrim |

## 1956
| - gennaio: Lynn Turner - febbraio: Marguerite Empey - marzo: Marian Stafford - aprile: Rusty Fisher | - maggio: Marion Scott - giugno: Gloria Walker - luglio: Alice Denham - agosto: Jonnie Nicely | - settembre: Elsa Sørensen (prima Playmate nata fuori dagli Stati Uniti, in Danimarca). - ottobre: Janet Pilgrim - novembre: Betty Blue - dicembre: Lisa Winters |

## 1957
| - gennaio: June Blair - febbraio: Sally Todd - marzo: Sandra Edwards - aprile: Gloria Windsor | - maggio: Dawn Richard - giugno: Carrie Radison - luglio: Jean Jani - agosto: Dolores Donlon | - settembre: Jacquelyn Prescott - ottobre: Colleen Farrington - novembre: Marlene Callahan - dicembre: Linda Vargas |

## 1958
| - gennaio: Elizabeth Ann Roberts - febbraio: Cheryl Kubert - marzo: Zahra Norbo - aprile: Felicia Atkins | - maggio: Lari Laine - giugno: Judy Lee Tomerlin - luglio: Linné Ahlstrand - agosto: Myrna Weber | - settembre: Teri Hope - ottobre: Pat Sheehan e Mara Corday - novembre: Joan Staley - dicembre: Joyce Nizzari |

## 1959
| - gennaio: Virginia Gordon - febbraio: Eleanor Bradley - marzo: Audrey Daston - aprile: Nancy Crawford | - maggio: Cindy Fuller (prima Playmate Ebrea). - giugno: Marilyn Hanold - luglio: Yvette Vickers - agosto: Clayre Peters | - settembre: Marianne Gaba (prima Playmate ad aver compilato la lista dei suoi dati). - ottobre: Elaine Reynolds - novembre: Donna Lynn - dicembre: Ellen Stratton (prima Playmate a diventare Playmate dell'anno). |